# Millie Peacock
Millie Peacock, född 1870, död 1948, var en australisk politiker. 
Hon var medlem i delstaten Victorias delstatsparlament 1933-1935, och den första kvinnan där. 